# Knorvis
De knorvis (Haemulon plumierii) is een straalvinnige vissensoort uit de familie van grombaarzen (Haemulidae).
De wetenschappelijke naam van de soort is voor het eerst geldig gepubliceerd in 1801 door Bernard Germain de Lacépède.